# Директор за безбедност информација
Директор за безбедност информација (CISO) је сениор директор у организацији, одговоран за одређивање и одржавање визије, стратегије и програма предузећа, како би информациона средства и технологије били адекватно заштићени. Он усмерава запослене приликом идентификације, развијања, примене и одржавања процеса у читавом предузећу како би се смањили информациони ризици и ризици у информационим технологијама. Они реагују на инциденте, успостављају одговарајуће стандарде и контроле, одржавају сигурносне технологије, и усмеравају успостављање и примену полиса и процедура. CISO је углавном одговоран за усаглашеност информација (нпр. надгледа имплементацију како би се добила ISO/IEC 27001 сертификатција за неког субјекта, или њихове делове).
Уобичајено, његов утицај се протеже кроз целу организацију. Његове одговорности могу укључивати, али не морају бити ограничене на:
- Рачунарски тим за хитне случајеве/рачунарски тим за безбедносне инциденте
- Рачунарска безбедност
- Опоравак од катастрофе и менаџмент одрживог развоја
- Менаџмент идентитета и приступа
- Приватност информација
- Усаглашеност информационих регулатива
- Менаџмент информационог ризика
- Безбедност информација и осигурање информација
- Операциони центри информационе безбедности
- Контрола информационих технологија за финансијске и друге системе
- Истраживања информационих технологија, дигитална форензика, eDiscovery

Постојање овог радног места или еквивалентне функције у организацији је постао стандард у привреди, Влади и непрофитним секторима. Широм света, све више организација има позицију директора за безбедност информација. До 2009. године, приближно 85% великих организација је имало позицију директора безбедности, што је скок са 56% из 2008. године, и 43% у 2006. години. Године 2011., у истраживању организације PricewaterhouseCoopers за њихово Годишње истраживање безбедности информација, 80% предузећа је имало ову позицију или позицију сличну њој. Отприлике трећини директора безбедности надлежни су директор информационих технологија, 35% генерални извршни директор, а 28% управни одбор.
У корпорацијама, очекује се да овај директор подједнако добро познаје принципе пословања и струку. Веома су тражени и новчана надокнада је слична осталим директорима са сличном корпоративном титулом.
Независне организације као што су  Holistic Information Security Practitioner Institute (HISPI) и EC-Council
обезбеђују обуку, едукацију и сертификате кроз промовисање холистичког приступа у рачунарској безбедности главним директорима за информације, менаџерима безбедности информација, директорима информационе безбедности, аналитичарима безбедности, инжењерима безбедности и менаџерима технолошког ризика у већини корпорација и организација.